# Barésia-sur-l'Ain
Barésia-sur-l'Ain là một xã trong vùng hành chính Franche-Comté, thuộc tỉnh Jura, quận Lons-le-Saunier, tổng Clairvaux-les-Lacs. Tọa độ địa lý của xã là 46° 32' vĩ độ bắc, 05° 42' kinh độ đông. Barésia-sur-l'Ain nằm trên độ cao trung bình là 480 mét trên mặt nước biển, có điểm thấp nhất là 423 mét và điểm cao nhất là 567 mét. Xã có diện tích 9.39 km², dân số vào thời điểm 1999 là 98 người; mật độ dân số là 10 người/km².